# Нанаев, Кемелбек Касымкулович
Кемелбек Касымкулович Нанаев (7 ноября 1945, Мерке, Жамбылская область — 4 апреля 2013, Иссык-Кульская область) — киргизский политический и государственный деятель, дипломат, финансист, банкир
. Председатель Национального банка Кыргызской Республики (1992—1994), министр финансов Кыргызстана (1992—1994). Чрезвычайный и Полномочный Посол Кыргызской Республики в России (2001—2005). Заслуженный экономист Киргизии. Кандидат экономических наук, доцент.

## Биография
Родился в семье учёного-лингвиста. После окончания школы работал заводским слесарем. Затем, до 1967 года изучал экономику в Киргизском государственном университете, в 1970 году окончил аспирантуру МГУ.
В 1970—1980 годах работал преподавателем, позже заведующим кафедрой Киргизского государственного университета. В 1980—1982 годах — заведующий сектором Института экономики АН Киргизской ССР.
С 1982 года — на партийноё работе. До 1987 года — зав. отделом промышленности Фрунзенского ГК Компартии Киргизии. В 1987—1988 годах — зав. отделом науки и учебных заведений ЦК КП Киргизии.
В 1988—1990 годах работал заместителем директора Института экономики АН Киргизии.
Председатель правления Коммерческого банка «Максат» (1990—1991).
Работал в 1991—1992 годах председателем Госкомимущества республики. Председатель правления Национальный банка Кыргызской Республики в 1992—1994 годах. В 1994—1996 годах занимал пост министра финансов Кыргызстана, одновременно занимая должность первого заместителя премьер-министра страны. Кыргызстан стал второй страной СНГ после России, введшем в оборот собственную национальную валюту после распада Советского Союза. Именно Кемельбек Нанаев стоял у истоков этого ответственного шага.
С 2001 по 20 апреля 2005 года — Чрезвычайный и Полномочный посол Кыргызской Республики в Российской Федерации.
С 23 мая 2001 года — по совместительству посол Кыргызстана в Армении, Азербайджане и Грузии.
Одно время при президенте Аскаре Акаеве считался «серым кардиналом».
В марте 2006 года Генеральная прокуратура Кыргызстана выдала ордер на арест К. Нанаева. Ордер на арест был основан на обвинении его в коррупции во время пребывания на посту председателя Центрального банка Кыргызстана. Его обвинили в краже крупного количества золотовалютных резервов республики. Нанаев был арестован 27 октября 2010 года, но на следующий день отпущен под залог.
Скончался в Иссык-Кульской области, где находился на лечении. Похоронен на Ала-Арчинском кладбище.